# 戚寧
戚寧（1421年—？），字永康，河南衛輝府新鄉縣人，民籍，明朝政治人物。同進士出身。

## 生平
河南鄉試第十一名。景泰二年（1451年）辛未科會試第三十八名，殿試登進士第三甲第二十九名。景泰三年（1452年），授監察御史。

## 家族
曾祖戚文興。祖父戚順。父亲戚泰。